# Goswin II Kettler van Neu-Assen

Wapen Kettler Neu Assen

Goswin II Kettler van Neu-Assen (ca 1521-1557). Hij was een zoon van Diederik Kettler zu Neu-Assen (1480-) en Anna van Nesselrode.
Hij trouwde ca. 1544 met Cornelia van Rennenberg (1520-1573). Zij was een dochter van Willem van Rennenberg (ca. 1470 - 18 juli 1546) en Cornelia van Culemborg (14 maart 1486 - Kempen, 23 juni 1541). Het geslacht von Rennenberg behoort tot de Duitse Uradel.
Uit zijn huwelijk zijn de volgende kinderen geboren:
- Willem Kettler van Nieuw-Assen (ca. 1545 - ca. 1585)
- Dirk van Kettler tot Lage heer van Lage en Schütztorf (ca. 1549 - 9 april 1599)